# Globalizációellenesség

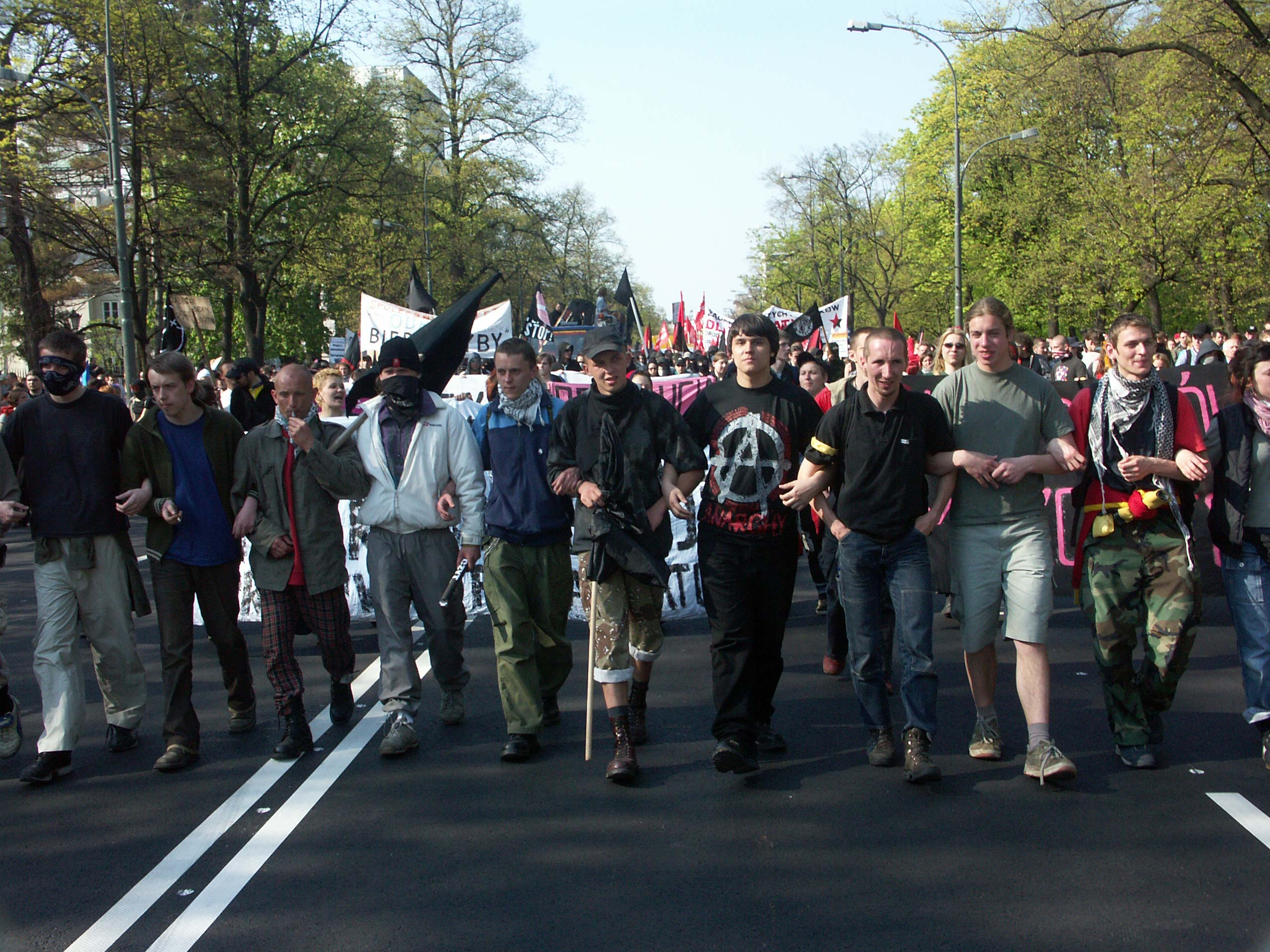
Egy 2004-es varsói tüntetés Lengyelország EU-s csatlakozása ellen.

A globalizációellenesség, másképpen antiglobalizáció a globalizáció nevű világszintű egységesedési, univerzalizálódási folyamattal szembehelyezkedő politikai és társadalmi mozgalmak összege, illetve azoknak ideológiai alapja.
A globalizáció bírálói a kritikájukat több, összefüggő eszmére alapozzák. Közös pont a multinacionális vállalatok szabadkereskedelmi egyezményeken és a piaci dereguláción keresztül való, a munkavédelem, a környezet, és a nemzeti szuverenitás rovására lévő hatalomszerzésének ellenzése. A globalizáció nyomán keletkező állapotot Edward Luttwak román születésű stratéga „turbókapitalizmusnak”, Soros György „piaci fundamentalizmusnak”, Susan Strange brit külpolitikai szakértő „kaszinókapitalizmusnak”, Benjamin Barber amerikai politológus pedig a globalizáció megtestesítőjének vélt McDonalds világszerte elterjedt gyorsétteremlánc után „McVilágnak” nevezte.
Egyes, antiglobalizációsnak bélyegzett aktivisták és irányzatok nem utasítják vissza a globalizációt elméleti szinten, és pártolják a nagyobb mértékű integrációt, kulturális érintkezést, az univerzális emberi jogokat és a méltányos kereskedelmet, így alkalmatlannak tekintik a „globalizációellenes” jelzőt.

## Globalizációval szembeni kritika
Elterjedt nézet a globalizációellenesség hívei körében, hogy az „elit” és az „uralkodó osztály” a világpiaci növekedést a saját meggazdagodása érdekében manipulálja. Gyanú tárgya a Bretton Woods-i egyezmény és utódjai, illetve a keretében létrehozott intézményrendszer.

### A nemzetközi pénzügyi rendszer
A globalizációval szembeszegülők gyakran rossz szemmel nézik a nemzetközi pénzügyi egyezményeket és intézményeket, akárcsak a Világbankot, a Kereskedelmi Világszervezetet, és a Nemzetközi Valutaalapot, mivel véleményük szerint aláássák a helyi szintű törvényhozást és csorbítják a nemzeti önrendelkezést. A globaizációellenesnek nevezett törekvések főbb célkitűzései közé tartozik a cégek jogi személyi státusza megszüntetése, valamint a „radikális” privatizációs programokkal való felhagyás kikényszerítése.